# Ujung Kampung
Ujung Kampung is een bestuurslaag in het regentschap Aceh Selatan van de provincie Atjeh, Indonesië. Ujung Kampung telt 238 inwoners (volkstelling 2010).